# Kurt Molin
Kurt Axel Gunnar Molin, född 24 februari 1891 i Västra Sallerups socken, död 24 oktober 1956 i Örebro, var en svensk fysiker.
Kurt Molin var son till kontorschefen Axel Molin. Han avlade studentexamen i Göteborg 1910 och studerade därefter vid Uppsala universitet där han blev filosofie magister 1914, filosofie licentiat 1917 och filosofie doktor 1927. Molin tjänstgjorde 1915–1917 som amanuens vid fysiska institutionen vid Uppsala universitet och blev 1917 assistent vid Chalmers tekniska institut. Han var 1918–1919 professor i fysik vid Norges tekniska högskola i Trondheim samt 1919–1920 docent i ämnet där. Från 1920 var han lektor i fysik och mekanik vid Tekniska gymnasiet i Örebro och från 1928 var han även föreståndare för Örebro rundradiostation. Molins doktorsavhandling behandlade ett ämne inom röntgenspektroskopin. I övrigt ägnade han sig främst åt studier rörande jordmagnetismen. Åren 1928–1942 var han ledare av Sveriges geologiska undersöknings jordmagnetiska uppmätning av Sveriges fastland. Resultaten redovisade han i A general earth magnetic investigation of Sweden... 1928–1934 (1936–1942). Han bearbetade även de av den svenska sydpolarexpeditionen 1901–1903 gjorda mätningarna över jordmagnetismen.